# Paracocculina
Paracocculina is een geslacht van weekdieren uit de klasse van de Gastropoda (slakken).

## Soorten
- Paracocculina cervae (Fleming, 1948)
- Paracocculina laevis (Thiele, 1903)
- Paracocculina pristina (B. A. Marshall, 1986) †